# Carmen Frigolet
Carmen Frigolet (Isla Cristina, 16 de mayo de 1971) es una actriz española conocida por su papel de Merche en Allí Abajo de Antena 3 y Plano a Plano.

## Carrera profesional

### Televisión
| Nombre                  | Cadena       |
| ----------------------- | ------------ |
| Allí abajo              | Antena 3     |
| Vaya vecinos            | Canal Sur TV |
| De buena ley            | Telecinco    |
| Monarquísimos serie III | TVE          |
| Senderos de Gloria      | Canal Sur TV |
| El retorno de Omaita    | TVE          |
| Punto y medio           | Canal Sur TV |
| Operación polvorón      | TVE          |
| Omaita en la primera    | TVE          |
| Mañana será otro siglo  | Canal Sur TV |
| Ni contigo ni sin ti    | Canal Sur TV |
| Un noche con arte       | Canal Sur TV |

### Cine
| Nombre                   | Estilo       | Productora        |
| ------------------------ | ------------ | ----------------- |
| Ocho apellidos catalanes | Largometraje | Lazona Films      |
| Ispansi                  | Largometraje | Maestranza Films. |
| Candela                  | Cortometraje |                   |
| Salida de Emergencia     | Cortometraje |                   |

### Teatro[2]
| Nombre de la obra                |
| -------------------------------- |
| La vecina de abajo               |
| Compañía de Teatro Valiente Plan |
| A tu vera                        |

## Premios
En 2018 recibió el premio de arte y cultura otorgado por el periódico “La Higuerita” Isla Cristina (Huelva).